# Franz Schuler (Biathlet)
Franz Schuler (* 3. Oktober 1962 in Kufstein) ist ein ehemaliger österreichischer Biathlet.

## Leben
Franz Schuler lebt in Schwoich und startete für den PSV Innsbruck. Seit 1980 betrieb er Biathlon, schon wenig später rückte er in den Nationalkader Österreichs auf. Mit Alfred Eder gehörte er zur ersten Generation österreichischer Biathleten, die Mitte der 1980er Jahre die Weltspitze erreichten, ein Jahrzehnt bevor die Österreicher zu einer der stärksten Nationen im Biathlon aufstiegen.
Schuler nahm bei den Biathlon-Weltmeisterschaften 1983 in Antholz erstmals an einem Großereignis teil und belegte im Sprint den 43. Platz. 1984 folgte der erste Start bei Olympischen Winterspielen. In Sarajevo erreichte er den 17. Platz im Sprint, wurde 30. des Einzels und mit Rudolf Horn, Walter Hörl und Eder Achter des Staffelrennens. Bei den Weltmeisterschaften 1985 in Ruhpolding wurde Schuler 38. des Einzels und 40. des Sprints. Ein Jahr später erreichte er bei der Weltmeisterschaft am Holmenkollen in Oslo hinter Waleri Alexejewitsch Medwedzew und vor André Sehmisch als Zweitplatzierter im Sprintrennen seinen größten internationalen Erfolg. Im Einzel kam er auf den 19. Platz, mit der Staffel wurde er Siebter. 1987 wurde er in Lake Placid Achter des Sprints und 44. des Einzels. Nächster Höhepunkt wurden die Olympischen Spiele 1988 in Calgary, bei denen Schuler 36. des Einzels und 17. des Sprints wurde sowie mit Anton Lengauer-Stockner, Bruno Hofstätter und Eder als Viertplatzierter nur um einen Rang gegen Italien eine Medaille verpasste und dabei Weltklassenationen wie die DDR oder Norwegen hinter sich ließ. In dieser Saison 1987/88 gewann er mit einem Sprint im finnischen Jyväskylä auch sein einziges Weltcup-Rennen.
Bei der WM 1989 in Feistritz an der Drau kam Schuler auf den 34. Platz im Einzel und Rang 52 im Sprint. Im Jahr darauf erreichte er als 16. Einzels, 26. des Sprints sowie mit Egon Leitner, Hofstätter und Eder als Staffel-Siebter und Mannschafts-Fünfter gute Resultate, die danach zunehmend seltener wurden. 1991 kamen in Lahti die Ränge 44 im Sprint und 19 im Einzel hinzu. 1992 nahm er in Albertville an seinen dritten Olympischen Spielen teil. 21. wurde er im Sprint, 49. des Einzels sowie mit Hofstätter, Leitner und Ludwig Gredler 12. im Staffelrennen. 1993 startete er in Borowetz letztmals bei einer WM und lief auf einen 59. Platz im Sprint sowie Rang 14 mit der Staffel. Abschluss der Karriere wurden die Olympischen Spiele 1994 in Lillehammer, bei denen Schuler 30. des Sprints, 48. des Einzels und mit Wolfgang Perner, Gredler und Martin Pfurtscheller Staffel-Neunter wurde.
National gewann Schuler 1986 und 1992 die Titel im Sprint sowie 1988 bis 1991 viermal in Folge mit der Staffel.

## Weltcup-Platzierungen
Die Tabelle zeigt alle Platzierungen (je nach Austragungsjahr einschließlich Olympische Spiele und Weltmeisterschaften).
- 1.–3. Platz: Anzahl der Podiumsplatzierungen
- Top 10: Anzahl der Platzierungen unter den ersten zehn (einschließlich Podium)
- Punkteränge: Anzahl der Platzierungen innerhalb der Punkteränge (einschließlich Podium und Top 10)
- Starts: Anzahl gelaufener Rennen in der jeweiligen Disziplin
- Staffel: inklusive Mixed-Staffel

| Platzierung                                                             | Einzel | Sprint | Verfolgung | Massenstart | Team | Staffel | Gesamt |
| ----------------------------------------------------------------------- | ------ | ------ | ---------- | ----------- | ---- | ------- | ------ |
| 1. Platz                                                                |        | 1      |            |             |      |         | 1      |
| 2. Platz                                                                |        | 1      |            |             |      |         | 1      |
| 3. Platz                                                                |        | 1      |            |             |      |         | 1      |
| Top 10                                                                  | 1      | 7      |            |             | 1    | 6       | 15     |
| Punkteränge                                                             | 13     | 22     |            |             | 1    | 8       | 44     |
| Starts                                                                  | 42     | 42     |            |             | 1    | 8       | 93     |
| Stand: Karriereende, einschließlich WM und Olympia Daten nicht komplett |        |        |            |             |      |         |        |